# تحليل شكلي

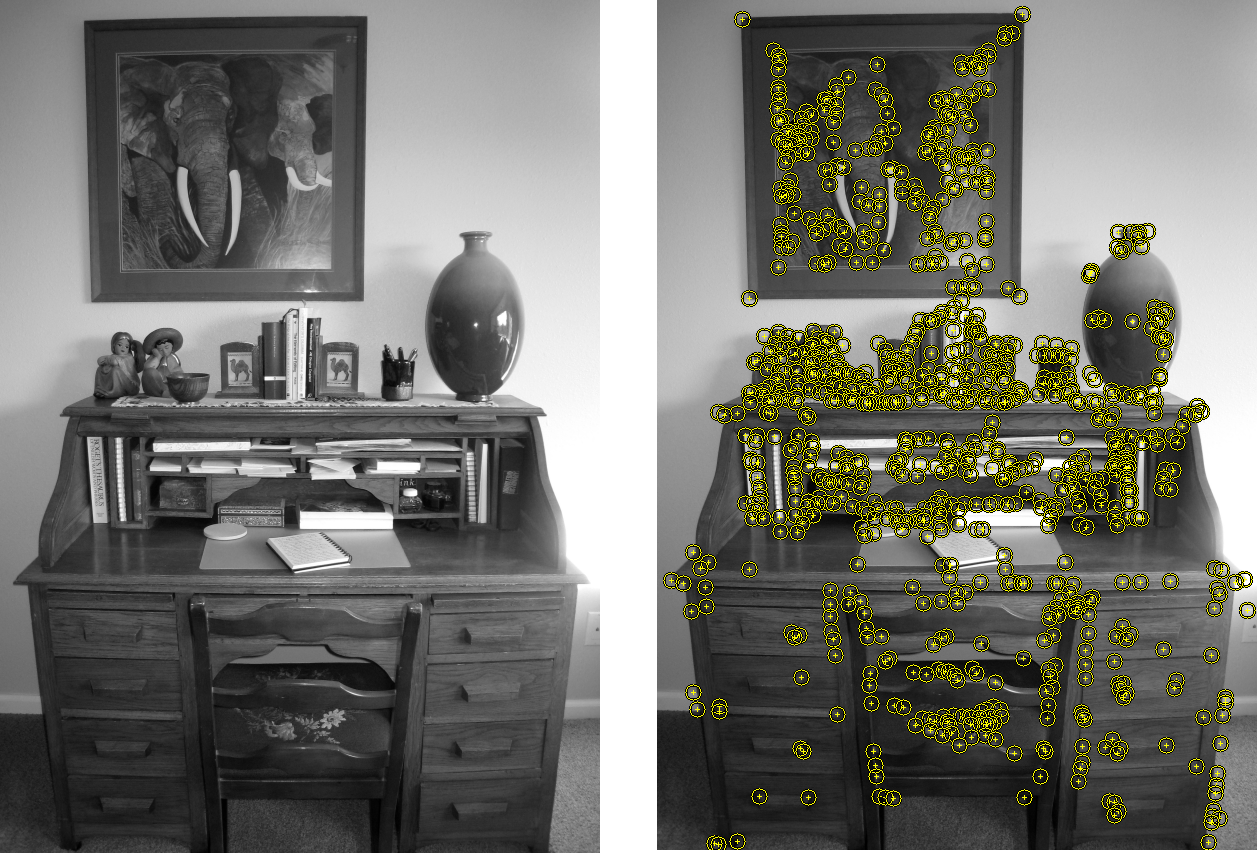

التحليل الشكلي هو الفرع من الرياضيات الذي يختص بوصف الأشكال الهندسية على شكل صيغ رياضية. غالباً ما يستخدم التحليل الإحصائي في عملية التحليل الشكلي، من أجل مقارنة الأشكال ومطابقتها. يتم تطبيق التحليل الشكلي مباشرة على شكل الجسم، وليس على بنيته كما هو الحال في التحليل البنيوي.
من الممكن استخدام التحليل الشكلي للمقارنة بين عدة أشكال وإعطاء القرار في وجود تشابه بينها أو لا، وتتم هذه العملية بواسطة الحاسب.

## تطبيقات
- علم الآثار: مثلاً لإيجاد شكل الجزء المفقود من أحد القطع الأثرية.
- العمارة: مثلاً لتعريف الأجسام الممكن وضعها ضمن فراغ معين.
- التصوير الطبي: من أجل فهم التغيرات التي تطرأ على الأعضاء أو للمساعدة أثناء تخطيط العملية الجراحية.